# Classe Prague Express
La classe Prague Express è una serie di 3 navi portacontainer costruite dalla sudcoreana Hyundai Heavy Industries per la tedesca Hapag-Lloyd dal 2009 al 2010. La capacità teorica massima delle navi è 8.749 TEU.

## Caratteristiche
Le navi sono alimentate da un motore Diesel della Hyundai Heavy Industries a dieci cilindri a due tempi con una potenza di 57.200 kW, che aziona un'elica. Ciò significa che le navi raggiungono una velocità di circa 23,5 nodi.
A prua delle navi è installata un'elica di manovra con una potenza di 2.500 kW.
La capacità di stoccaggio dei container è di 8.749 TEU. Sono disponibili 730 collegamenti per contenitori refrigerati (reefer).

## Unità della classe
| Nome              | Costruzione n. | Immagine | Costruttore                 | Impostazione     | Varo             | Consegna       | Proprietario   | Numero IMO | Bandiera            | Note        |
| ----------------- | -------------- | -------- | --------------------------- | ---------------- | ---------------- | -------------- | -------------- | ---------- | ------------------- | ----------- |
| Frankfurt Express | 2098           |          | HD Hyundai Heavy Industries | 23 novembre 2009 | 16 febbraio 2010 | 15 aprile 2010 | Hapag-Lloyd AG | 9450442    | Germania (bandiera) | [ 1 ] [ 2 ] |
| Prague Express    | 2067           |          | HD Hyundai Heavy Industries | 12 ottobre 2009  | 24 dicembre 2009 | 22 marzo 2010  | Hapag-Lloyd AG | 9450399    | Germania (bandiera) | [ 3 ] [ 4 ] |
| Sofia Express     | 2077           |          | HD Hyundai Heavy Industries | 30 dicembre 2009 | 30 aprile 2010   | 30 giugno 2010 | Hapag-Lloyd AG | 9450404    | Germania (bandiera) | [ 5 ] [ 6 ] |

## Storia
La classe Prague Express comprende tre navi costruite dal 2009 al 2010 presso il cantiere navale sudcoreano Hyundai Heavy Industries. I bastimenti sono in gran parte simili alle unità della classe Colombo Express, consegnate tra il 2005 e il 2008, nonché a quelle della classe Vienna Express, costruite nello stesso periodo. Le tre navi della classe Prague Express si differenziano da queste ultime per il diverso design del motore principale. Con una larghezza di 42,8 m, fanno parte del gruppo delle navi Post-Panamax della compagnia di navigazione. Navigano sotto bandiera tedesca con porto di registrazione ad Amburgo.